# بلازس كيس
بلازس كيس (بالمجرية: Kiss Balázs) مواليد 21 مارس 1972، هو رامي مطرقة مجري. أفضل رقم شخصي له هو 83.00 م. مثل بلاده في الأولمبياد وحصل على الميدالية الذهبية.

## الميداليات
| الميدالية | المسابقة                       |
| --------- | ------------------------------ |
| ذهبية     | الألعاب الأولمبية الصيفية 1996 |
| فضية      | بطولة أوروبا لألعاب القوى 1998 |
| ذهبية     | الألعاب الجامعية الصيفية 1995  |
| ذهبية     | الألعاب الجامعية الصيفية 1997  |
| فضية      | الألعاب الجامعية الصيفية 1993  |

## روابط خارجية
- بلازس كيس على موقع الاتحاد الدولي لألعاب القوى (الإنجليزية)
- بلازس كيس على موقع اللجنة الأولمبية الدولية (الإنجليزية)
- بلازس كيس على موقع أوليمبيديا (الإنجليزية)